# Fontaine-Milon
Pour les articles homonymes, voir Fontaine et Milon.
Fontaine-Milon est une ancienne commune française située dans le département de Maine-et-Loire, en région Pays de la Loire, devenue le 1er janvier 2016, une commune déléguée de la commune nouvelle de Mazé-Milon.

## Géographie

### Localisation
Fontaine-Milon, est un petit bourg du Baugeois situé entre Angers (à environ 25 km) et Baugé (à environ 15 km).

### Géologie et relief
Son territoire se situe sur l'unité paysagère du Plateau du Baugeois. Le sous-sol de Fontaine-Milon est constitué d'argile et de calcaire coquillé. Ce calcaire, ou tuffeau, était utilisé en moellons pour les murs des maisons qui ont été élevées sur la commune de Milon.

### Hydrographie
Il est traversé par un ruisseau, le Tiroir, qui prend sa source à la fontaine, canalisée sous la forme d'un lavoir.

## Toponymie
Millon en 1793, Fontaine-Milon en 1828.

## Histoire
Fontaine-Milon, ou Fons-Milonis, est un petit bourg placé le long de la voie romaine, reliant Angers à Saumur par les terres. Il s'est formé autour de son château médiéval et de sa chapelle seigneuriale, devenue église paroissiale tardivement.

À la fin du XVe siècle, le château inhabité et en mauvais état a été abandonné au profit d'hostels plus confortables, construits dans les anciennes douves éboulées et comblées.
En 1432, Jean de Masseilles, seigneur de Verdeilles, achètent la terre et châtellenie de Milon à Gilles de Retz, seigneur de La Suze.
Des carrières d'extraction ont été exploitées en plusieurs endroits du bourg, du milieu du XVIIIe siècle aux années 1910. Il reste, aujourd'hui, attenants à des maisons, plusieurs souterrains et caves, qui tendent à s'ébouler et à être bouchés.
Durant la Seconde Guerre mondiale, Fontaine-Milon, comme nombre de villages de l'Ouest, a accueilli les réfugiés de l'Exode.
En 2016, les communes de Mazé et de Fontaine-Milon se regroupent donnant naissance à la nouvelle commune de Mazé-Milon.

## Politique et administration

### Administration municipale

#### Administration actuelle
Depuis le 1er janvier 2016 Mazé constitue une commune déléguée au sein de la commune nouvelle de Mazé-Milon et dispose d'un maire délégué.
| Période                                  | Période       | Identité            | Étiquette | Qualité |
| ---------------------------------------- | ------------- | ------------------- | --------- | ------- |
| janvier 2016                             | novembre 2018 | Fabienne Paré-Lewis |           |         |
| novembre 2018                            | en cours      | Nathalie Péant,     |           |         |
| Les données manquantes sont à compléter. |               |                     |           |         |

#### Administration ancienne
| Période                                  | Période       | Identité            | Étiquette | Qualité |
| ---------------------------------------- | ------------- | ------------------- | --------- | ------- |
| Les données manquantes sont à compléter. |               |                     |           |         |
| ?                                        | mars 2008     | Maurice Lihoreau    |           |         |
| mars 2008                                | mars 2014     | Jeanine Boutin      |           |         |
| mars 2014                                | décembre 2015 | Fabienne Paré-Lewis |           |         |

### Ancienne situation administrative
La commune est membre en 2015 de la communauté de communes de Beaufort-en-Anjou, elle-même membre du syndicat mixte Pays des Vallées d'Anjou.

## Population et société

### Démographie
L'évolution du nombre d'habitants est connue à travers les recensements de la population effectués dans la commune depuis 1793. À partir du 1er janvier 2009, les populations légales des communes sont publiées annuellement dans le cadre d'un recensement qui repose désormais sur une collecte d'information annuelle, concernant successivement tous les territoires communaux au cours d'une période de cinq ans. 
Pour les communes de moins de 10 000 habitants, une enquête de recensement portant sur toute la population est réalisée tous les cinq ans, les populations légales des années intermédiaires étant quant à elles estimées par interpolation ou extrapolation. Pour la commune, le premier recensement exhaustif entrant dans le cadre du nouveau dispositif a été réalisé en 2007,.
En 2013, la commune comptait 588 habitants, en évolution de +34,25 % par rapport à 2008 (Maine-et-Loire : +3,3 %, France hors Mayotte : +2,49 %).
| 1793 | 1800 | 1806 | 1821 | 1831 | 1836 | 1841 | 1846 | 1851 |
| ---- | ---- | ---- | ---- | ---- | ---- | ---- | ---- | ---- |
| 430  | 466  | 503  | 451  | 455  | 441  | 471  | 462  | 462  |

| 1856 | 1861 | 1866 | 1872 | 1876 | 1881 | 1886 | 1891 | 1896 |
| ---- | ---- | ---- | ---- | ---- | ---- | ---- | ---- | ---- |
| 505  | 528  | 519  | 509  | 505  | 463  | 476  | 476  | 464  |

| 1901 | 1906 | 1911 | 1921 | 1926 | 1931 | 1936 | 1946 | 1954 |
| ---- | ---- | ---- | ---- | ---- | ---- | ---- | ---- | ---- |
| 452  | 477  | 472  | 402  | 380  | 379  | 383  | 382  | 339  |

| 1962 | 1968 | 1975 | 1982 | 1990 | 1999 | 2007 | 2012 | 2013 |
| ---- | ---- | ---- | ---- | ---- | ---- | ---- | ---- | ---- |
| 327  | 302  | 283  | 297  | 320  | 354  | 415  | 568  | 588  |

### Pyramide des âges
La population de la commune est relativement jeune. Le taux de personnes d'un âge supérieur à 60 ans (16,6 %) est en effet inférieur au taux national (21,8 %) et au taux départemental (21,4 %).
Contrairement aux répartitions nationale et départementale, la population masculine de la commune est supérieure à la population féminine (49,9 % contre 48,7 % au niveau national et 48,9 % au niveau départemental).
La répartition de la population de la commune par tranches d'âge est, en 2008, la suivante :
- 49,9 % d’hommes (0 à 14 ans = 24,2 %, 15 à 29 ans = 16,4 %, 30 à 44 ans = 25,1 %, 45 à 59 ans = 17,9 %, plus de 60 ans = 16,4 %) ;
- 50,1 % de femmes (0 à 14 ans = 26 %, 15 à 29 ans = 17,8 %, 30 à 44 ans = 24 %, 45 à 59 ans = 15,4 %, plus de 60 ans = 16,9 %).

| Hommes | Classe d’âge | Femmes |
| ------ | ------------ | ------ |
| 1,0    | 90 ans ou +  | 0,5    |
| 7,2    | 75 à 89 ans  | 5,8    |
| 8,2    | 60 à 74 ans  | 10,6   |
| 17,9   | 45 à 59 ans  | 15,4   |
| 25,1   | 30 à 44 ans  | 24,0   |
| 16,4   | 15 à 29 ans  | 17,8   |
| 24,2   | 0 à 14 ans   | 26,0   |

| Hommes | Classe d’âge | Femmes |
| ------ | ------------ | ------ |
| 0,4    | 90 ans ou +  | 1,1    |
| 6,3    | 75 à 89 ans  | 9,5    |
| 12,1   | 60 à 74 ans  | 13,1   |
| 20,0   | 45 à 59 ans  | 19,4   |
| 20,3   | 30 à 44 ans  | 19,3   |
| 20,2   | 15 à 29 ans  | 18,9   |
| 20,7   | 0 à 14 ans   | 18,7   |

### Manifestations culturelles et festivités
Jeu de boule de fort, les dimanches. La salle est le lieu de rencontre pour les villageois.

## Économie
Sur 23 établissements présents sur la commune à fin 2010, 22 % relevaient du secteur de l'agriculture (pour une moyenne de 17 % sur le département), 9 % du secteur de l'industrie, 22 % du secteur de la construction, 35 % de celui du commerce et des services et 13 % du secteur de l'administration et de la santé.

## Culture locale et patrimoine

### Lieux et monuments
La fontaine avec son lavoir représente le centre et l'emblème historique de ce petit bourg. Elle a d’ailleurs donné son nom à ce village.[réf. nécessaire]
En sortant du bourg, par la route principale menant à Baugé, allée de jeunes tilleuls menant au Châtelet, puis butte donnant sur un panorama.
Le manoir du Châtelet est inscrit à l'Inventaire supplémentaire des Monuments Historiques depuis 1987 pour ce décor intérieur dû au talent des David, père et fils.